# Hortensia (Birne)
Die Birnensorte Hortensia ist eine Kreuzung aus Nordhäuser Winterforelle und Clapps Liebling aus Dresden-Pillnitz vom Julius Kühn-Institut und ist seit 1996 auf dem deutschen Markt.
Die Schale dieser Sorte ist gelb-grün und zu zwei Dritteln rotbackig. Das sehr saftige Fruchtfleisch ist süß, leicht säuerlich.
Pflückreif ist die Sorte von Ende September und genussreif bis Ende Oktober, mit einer guten Lagerung bis November. Die Erträge sind hoch bis mittel, der Schnittaufwand ist wegen des starken Wachstums des Baumes hoch.